# چهره‌ها، روستاها
 چهره‌ها، روستاها فیلم مستند به کارگردانی آنیس واردا و جی آر است که در سال ۲۰۱۷ منتشر شد.
این فیلم برای نمایش در بخش خارج از مسابقه هفتادمین جشنواره فیلم کن انتخاب شده است.
دو هنرمند پیرزنی که دارد بینایی خود را از دست میدهد و مردی جوان که همیشه عینک به چشم دارد به روستاهای مختلف سفر میکنند و آثار عکاسی خود را در مکان های مختلف به صورت کلاژ خلق میکنند آثاری که دارای مفهومی برای آن روستا و آن مکان دارد که بیشتر آنها به صورت پرتره میباشد
اگنس واردا و جی آر